# St. Bartholomäus (Stadelschwarzach)

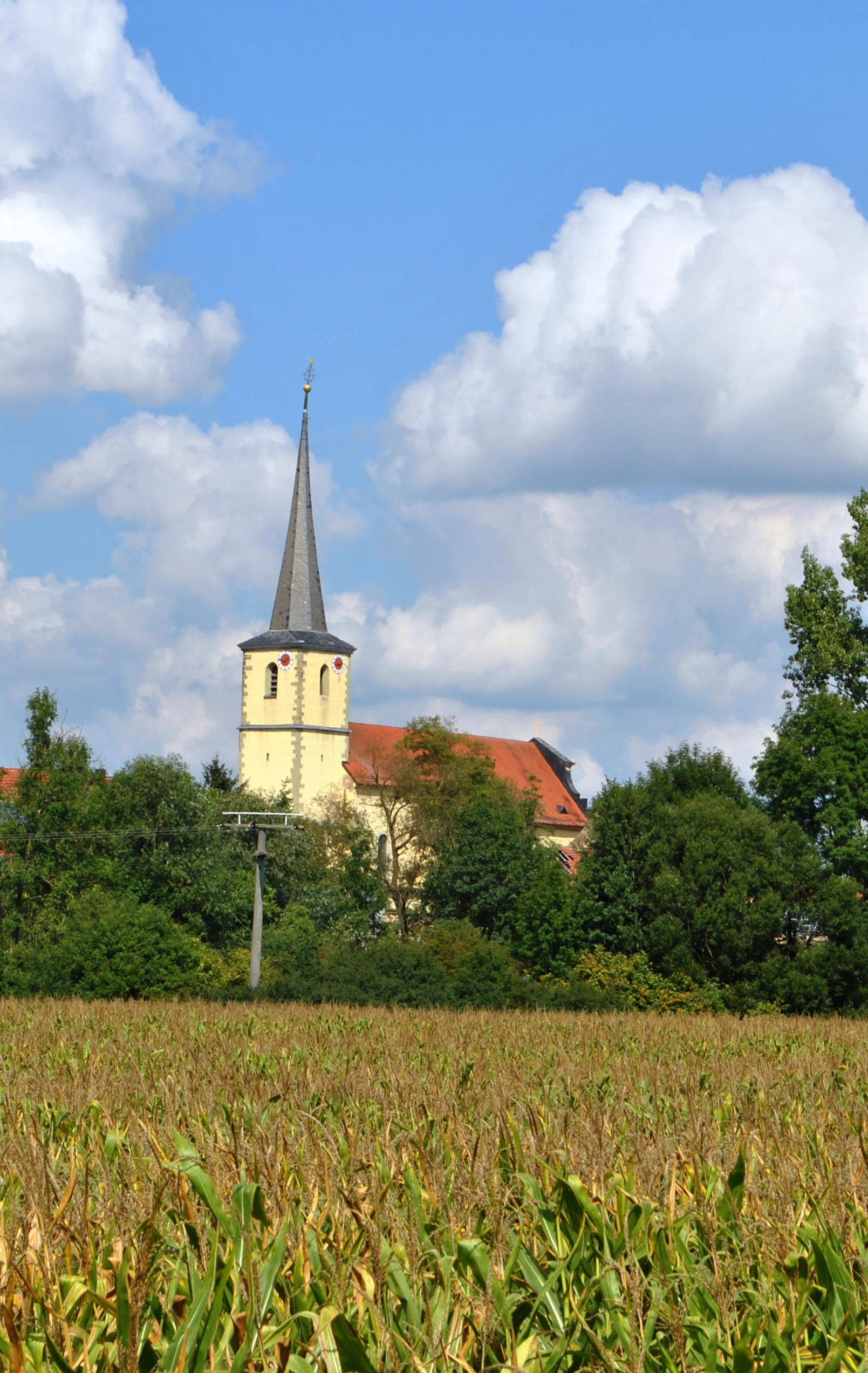
Die Kirche in Stadelschwarzach

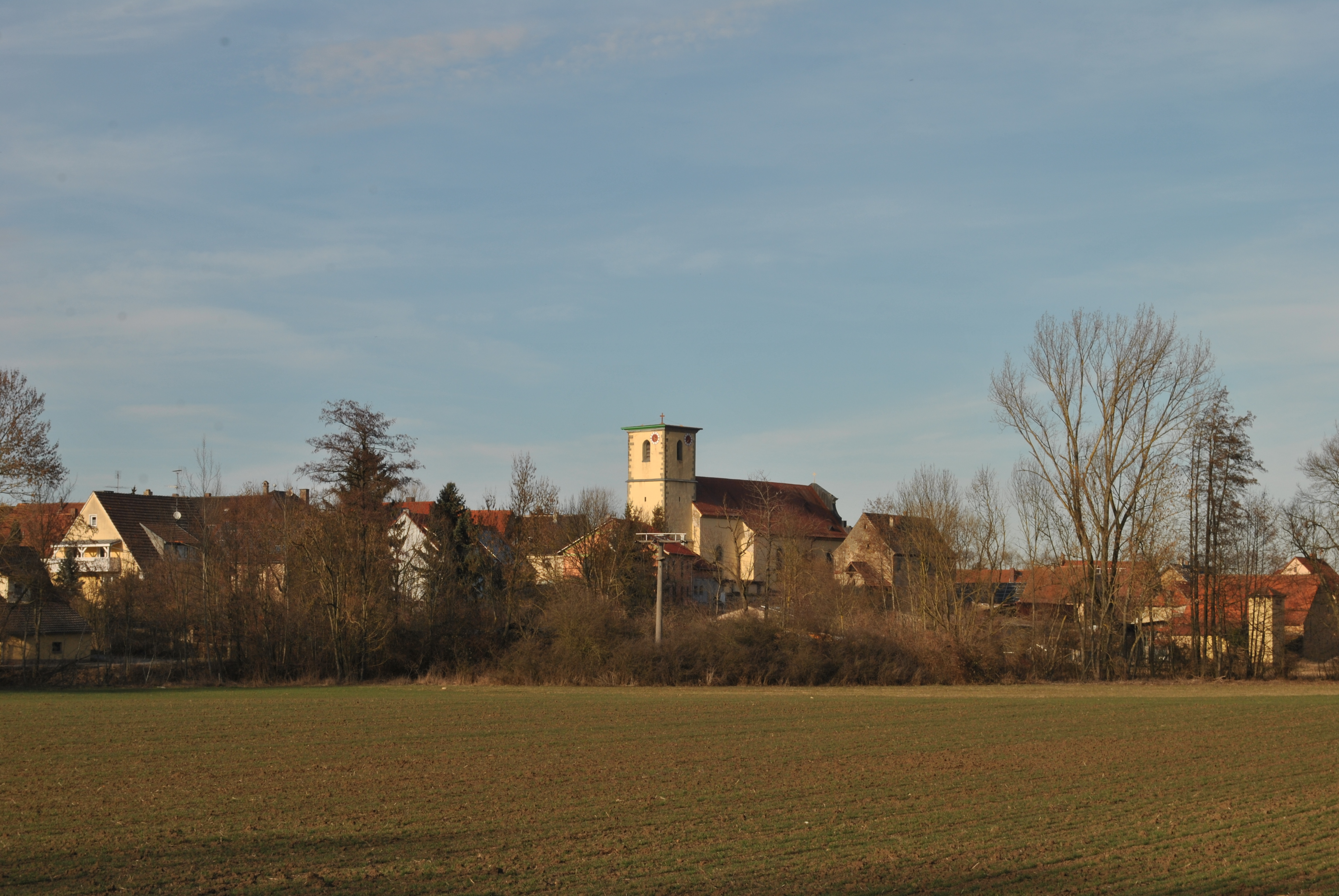
Die Kirche mit fehlender Turmspitze

Die Bartholomäuskirche in Stadelschwarzach ist die Pfarrkirche der katholischen Gemeinde. Sie liegt inmitten des Ortes an der Würzburger Straße. Die Kirche ist heute Teil des Dekanats Kitzingen. Sie liegt inmitten einer teilweise erhaltenen Kirchenburg.

## Geschichte
Der Ort Stadelschwarzach wurde erstmals im Jahr 918 erwähnt und ist somit einer der ältesten Orte der Umgebung. Bereits in der Mitte des 11. Jahrhunderts ist eine Kirche im Ort erwähnt. Zunächst wurden die Gemeindemitglieder von der Pfarrei Stadtschwarzach aus betreut. Im Jahr 1306 verkauften die Grafen von Castell den Ort an die Benediktinerabtei Münsterschwarzach. Im Zuge dieser Neuerwerbung wurde Stadelschwarzach aufgewertet. Am 11. September 1364 wurde das Dorf Sitz eines Pfarrers.
Nach der Erhebung zur Pfarrei wurde eine neue Kirche gebaut und im 14. Jahrhundert vollendet. Bis zur Säkularisation von Münsterschwarzach versahen die Mönche die Pfarrei. Bis 1618 hatte allerdings noch der Pfarrer von Stadtschwarzach das Patronatsrecht über Stadelschwarzach inne. Im Jahr 1497 begann man mit dem Neubau des Turmes, ihm wurde um 1600 der sogenannten Echter-Spitzhelm aufgesetzt.
Nach der Säkularisation erfolgte ein Neubau des Chores und des Langhauses. Spätestens im März 1802 stellten der Grafenrheinfelder Maurermeister Anton Wüst und der Wiesentheider Thaddäus Dückelmann die Pläne für den Neubau vor. Die Bauausführung wurde vom Würzburger Maurer Joseph Kees übernommen. Der Innenraum wurde von den Zimmermeistern Konrad Manger aus Volkach und Georg Koch aus Sommerach gestaltet. Man begann im Jahr 1804 mit dem Bau, 1805 wurde der Neubau fertiggestellt. Lediglich der alte Turm war erhalten worden.
Erstmals erneuerte man die Kirche 1936/1937. 1958 erfolgte eine erste Außenrenovierung, während 1964 innen erneuert wurde. Letztmals renovierte man die Kirche im Jahr 1996. Das Bayerische Landesamt für Denkmalpflege ordnet die Kirche als Baudenkmal ein, die untertägigen Reste von Vorgängerbauten werden als Bodendenkmal geführt. Am 23. September 2018 wurde durch das Sturmtief Fabienne die Kirchturmspitze abgerissen.

## Architektur
Die Kirche präsentiert sich als Saalbau. Das Gotteshaus ist nach Südwesten ausgerichtet, ein eingezogener quadratischer Chor schließt den Bau ab. Der Turm des 15. Jahrhunderts wurde westlich an das Gebäude angebaut, an seiner Rückseite wurde die Sakristei errichtet. Die Ostfassade wurde im Stil des Klassizismus gebaut. Zwei Sandsteinfiguren des Petrus und Paulus sind in Kartuschen hier angebracht. Sie kamen wohl durch eine Stiftung des Bischofs Julius Echter von Mespelbrunn an diese Stelle. Drei Fensterachsen gliedern das Gotteshaus.

## Ausstattung

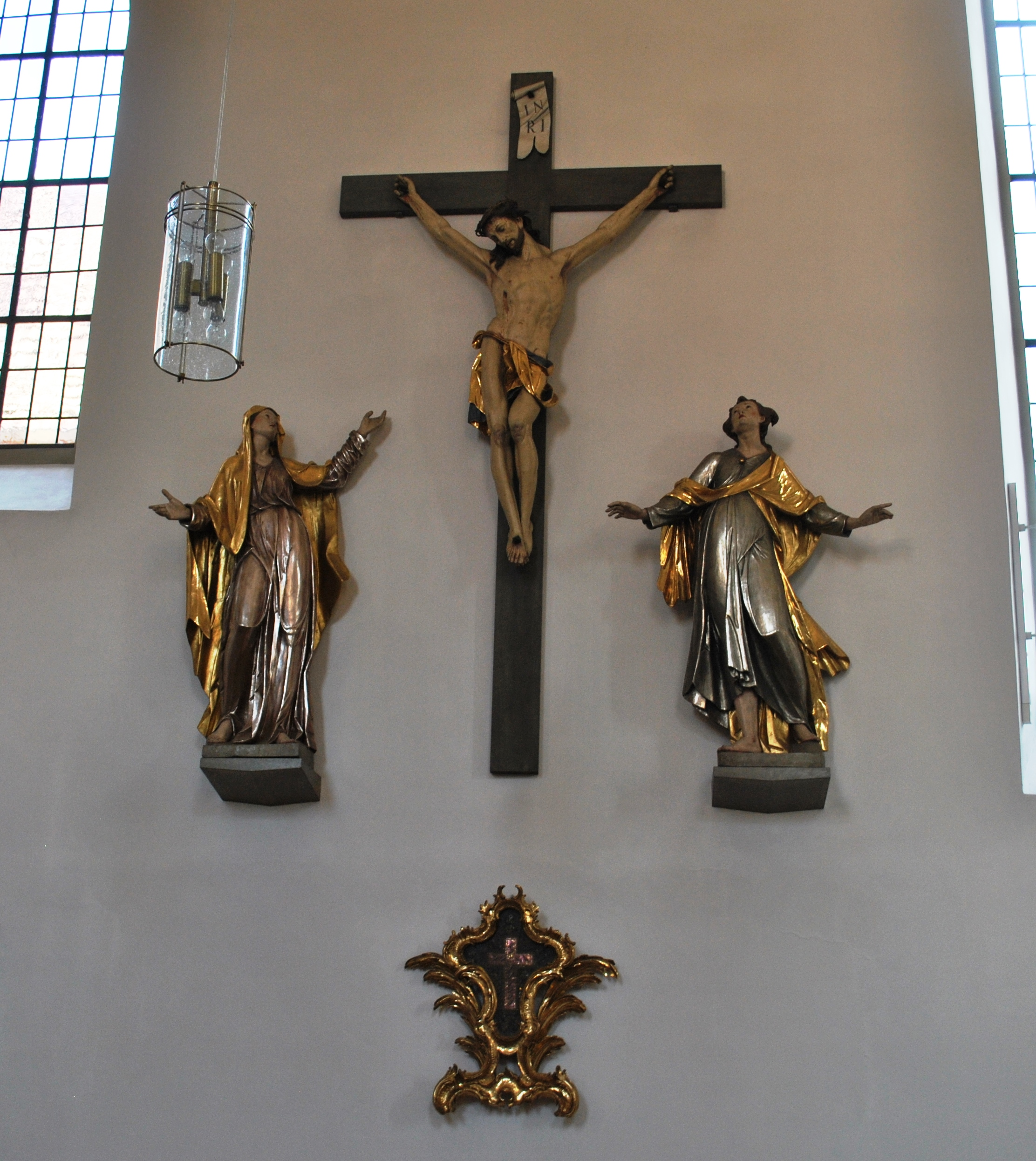
Die Kreuzigungsgruppe von Johann Peter Wagner

Statt eines Hochaltars wurde nach den Renovierungen im Jahr 1964 ein großes Bild im Chor angebracht. Es stammt vom Rimbacher Willi Götz und zeigt in bunten Farben die Symbole der christlichen Heilslehre. An der südlichen Chorwand hängt ein Gemälde des Würzburger Malers Andreas Leimgrub mit dem Patron Bartholomäus (1877). Die stuckierte Chordecke ist mit einer Taube im Strahlenkranz verziert.
Zwei Seitenaltäre sind links und rechts des Chorbogens angebracht. Der nördliche Marienaltar besitzt statt eines Altarblattes eine Figur der Maria Immaculata aus dem 18. Jahrhundert. Der Bartholomäusaltar auf der Südseite wird von der Figur des Heiligen dominiert. Das Langhaus wird von mehreren Heiligenfiguren des 18. und 19. Jahrhunderts durchzogen. Der Taufstein kam 1805 ins Kircheninnere.
Die Kreuzigungsgruppe von Johann Peter Wagner auf der Südseite des Langhauses kam im 18. Jahrhundert in das Gotteshaus. Ebenso finden sich zwei Prozessionsstangen im Langhaus. Eine Stuckdecke durchzieht auch das Langhaus: Das IHS-Monogramm wird von mehreren Puttenfiguren eingerahmt.
Das Orgelgehäuse wurde vom Vorgängerbau übernommen. Die Orgel von Franz Ignaz Seuffert wurde 1769 geschaffen.

## Pfarrer

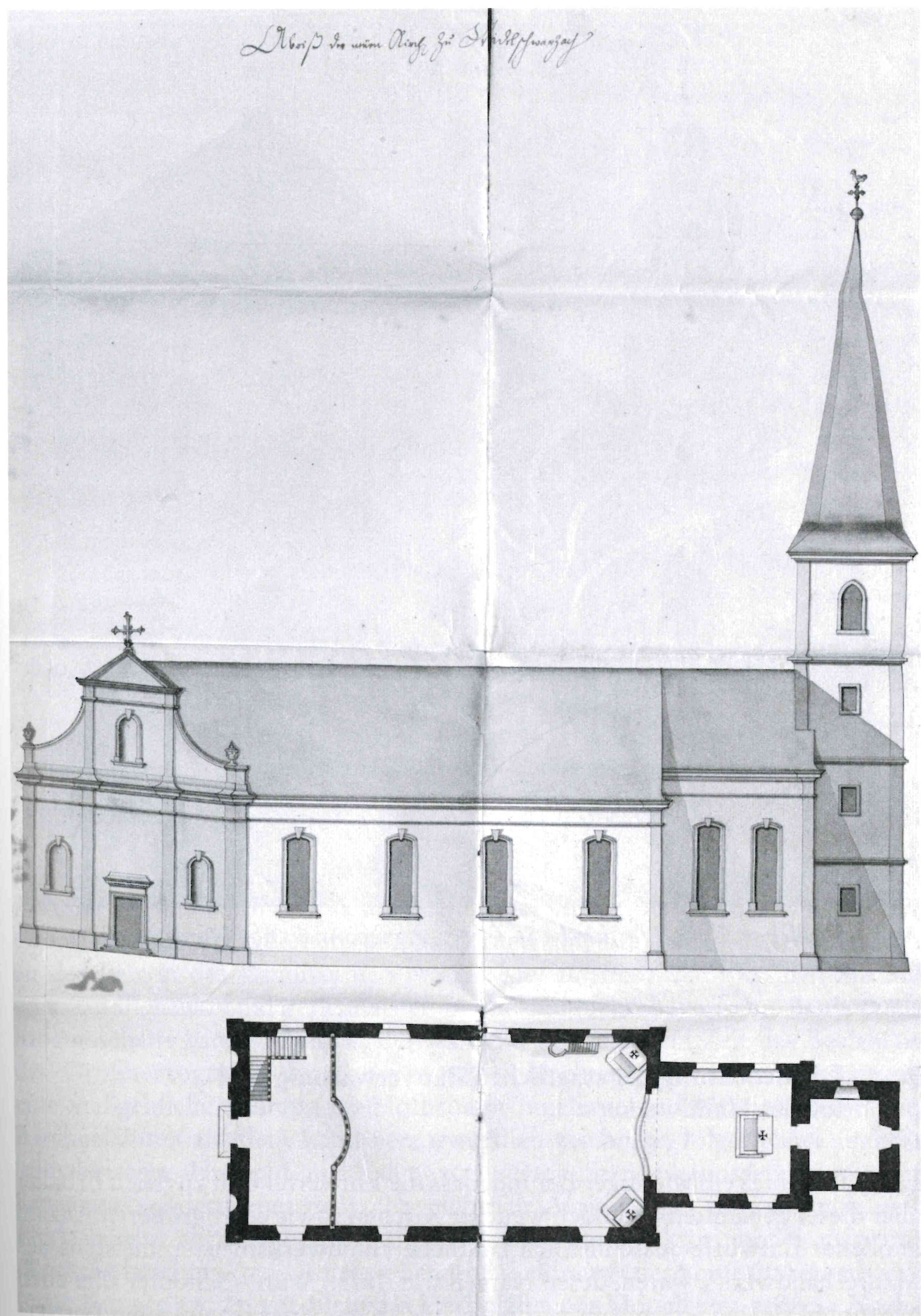
Ein Entwurf zum Kirchenneubau von 1804

Nachdem Stadelschwarzach zu einer Pfarrei aufgestiegen war, stand der Gemeinde ein Pfarrer vor. Erst nach 1587 sind die Amtszeiten der Geistlichen vollständig überliefert. In der Zeit des Dreißigjährigen Krieges übernahmen Patres aus dem Kloster Münsterschwarzach die Seelsorge. Diese Notlösung setzte sich durch und bestand bis ins Jahr 1803.
| Name                    | Amtszeit  | Anmerkungen                                                                                   |
| ----------------------- | --------- | --------------------------------------------------------------------------------------------- |
| Konrad                  | gen. 1353 |                                                                                               |
| Georg Vogler            | gen. 1520 |                                                                                               |
| Johannes Fink           | 1587–1590 |                                                                                               |
| Lorenz Craft            | 1590–1592 | * in Seligenstadt am Main                                                                     |
| Topias Költzen          | 1592–1596 |                                                                                               |
| Bernard Jodori          | 1604–1605 | † 1. Mai 1605                                                                                 |
| Michael Nittinger       | 1605–1607 | * in Oettingen in Bayern                                                                      |
| Georg Hofmann           | 1607–1609 |                                                                                               |
| Fridericus Semper       | 1609–1614 |                                                                                               |
| Johannes Otto           | 1614–1629 | * in Riedenheim                                                                               |
| Anton Ruppert           | 1629      | Pfarrvikar                                                                                    |
| Bartholomäus N.         | 1629–1630 | seit 1. April 1629, OSB, erster Klostergeistlicher, zuvor Pfarrer in St. Vitus, Iphofen       |
| Alexander Bonny         | 1630–1636 | OSB                                                                                           |
| Heinricus Kuhn          | 1636–1652 | OSB                                                                                           |
| Casparus Wegler         | 1652–1655 | OSB                                                                                           |
| Placidus Büchs          | 1655–1659 | * 21. November 1627 in Münnerstadt, OSB, Abtswahl 1672, † 1. Januar 1691                      |
| Emalianus Körner        | 1659–1661 | OSB, zuvor Pfarrer in Saal an der Saale                                                       |
| Romanus Haas            | 1661–1681 | seit 25. Februar 1661, OSB, zuvor Pfarrer in Euerhausen, Sachsenheim                          |
| Benedictus Berkhammer   | 1681–1684 | OSB, † in Stadelschwarzach                                                                    |
| Joachim Zülch           | 1684      | OSB, August bis September 1684, Pfarrverweser                                                 |
| Burkard Bausch          | 1684–1695 | * 1656, OSB, danach Prior in Münsterschwarzach, Chronist, † um 1721/1723                      |
| Anselmus Köhler         | 1695–1705 | OSB                                                                                           |
| Remigius Rost           | 1705–1709 | OSB                                                                                           |
| Sebastianus Vüllinger   | 1709–1714 | OSB                                                                                           |
| Januarius Schwab        | 1714–1717 | * 4. Mai 1668 in Gerolzhofen, OSB, Abtswahl 1717, † 31. Mai 1742                              |
| Otto Zeus               | 1717–1754 | * 1677 in Zeil am Main, OSB                                                                   |
| Josephus Faber          | 1754–1772 | * in Bamberg, OSB, † 1. März 1772, = Kirche Stadelschwarzach                                  |
| Martialis Michel        | 1772–1791 | OSB                                                                                           |
| Otto Weigand            | 1791–1812 | OSB, letzter Klostergeistlicher, † 29. März 1812 in Stadelschwarzach                          |
| Apollinarus Weber       | 1812      | Pfarrvikar                                                                                    |
| Martin Veth             | 1812–1813 | seit 1. Oktober 1812 bis 12. August 1813, † in Stadelschwarzach                               |
| Philipp Viktor Reinhard | 1813–1818 | seit 14. Oktober 1813 bis 16. Januar 1818                                                     |
| Georg Meinrad Sprenke   | 1818–1826 | OFMCap, zuvor Pfarrer in Tückelhausen, seit 16. Juni 1818 bis 16. Juni 1826                   |
| N. Schmetzer            | 1826      | Pfarrverweser                                                                                 |
| Michael Joseph Vollert  | 1827–1839 | seit 22. Februar 1827 bis 1. Oktober 1839                                                     |
| Alexander Rottenhöfer   | 1840–1856 | * 10. Februar 1805 in Würzburg, seit 29. Mai 1840 bis 9. Oktober 1856                         |
| N. Weber                | 1856–1857 | Pfarrverweser und Pfarrvikar                                                                  |
| Baltasar Wolpert        | 1857–1862 | seit 10. Mai 1857 bis 16. Juni 1862                                                           |
| N. Schamm               | 1862–1863 | Pfarrverweser                                                                                 |
| N. Reuß                 | 1863–1867 | * in Haßfurt, seit 24. Februar 1863 bis 1. Mai 1867                                           |
| N. Krapf                | 1867      | Pfarrverweser                                                                                 |
| Franciscus Zorn         | 1867–1873 | * in Würzburg, seit 1. Oktober 1867 bis 1. Juli 1873, danach Pfarrer in St. Burkard, Würzburg |
| N. Müller               | 1873      | Pfarrverweser                                                                                 |
| Andreas Nätscher        | 1873–1883 | seit 1. Oktober 1873 bis 18. September 1883                                                   |
| N. Marschall            | 1883      | Pfarrvikar                                                                                    |
| Wilhelm Johannes Helm   | 1883–1890 | seit 18. Dezember 1883 bis 9. April 1890                                                      |
| Georg Berthold          | 1890–1893 | seit 18. Juni 1890 bis 4. Juli 1893, danach Pfarrer in Mespelbrunn                            |
| N. Kraus                | 1893      | Pfarrverweser                                                                                 |
| Nikolaus Faulstich      | 1893–1901 | seit 11. Oktober 1893 bis 17. April 1901, † in Hausen bei Würzburg                            |
| Johann Englert          | 1901–1905 | seit 17. April 1901 bis 27. März 1905, danach im Rheinland                                    |
| N. Walter               | 1905      | Pfarrverweser                                                                                 |
| Ludwig Renz             | 1906–1923 | seit 7. Februar 1906 bis 10. Februar 1923, danach Pfarrer in Euerdorf                         |
| Eduard Schneider        | 1923–1951 | seit 11. April 1923, danach in Ruhestand                                                      |
| Ludwig Hart             | 1951–1959 |                                                                                               |
| Josef Zobel             | 1959–1968 |                                                                                               |
| Hermann Droll           | 1968–     |                                                                                               |
| Richard Kleinschrodt    | 1990–2011 |                                                                                               |
| Peter Göttke            | 2011–2020 | Pfarrgemeinschaft Kirchschönbach-Stadelschwarzach-Wiesentheid                                 |